# Списък на космическите стартове
Този списък съдържа кратки сведения за космическите стартове.
Списъкът не включва суборбиталните космически стартове, но има сведения за неуспешните орбитални стартове.

## Списъци

### 1950-те години
- Списък на космическите стартове през 1957 година
- Списък на космическите стартове през 1958 година
- Списък на космическите стартове през 1959 година

### 1960-те години
- Списък на космическите стартове през 1960 година
- Списък на космическите стартове през 1961 година
- Списък на космическите стартове през 1962 година
- Списък на космическите стартове през 1963 година
- Списък на космическите стартове през 1964 година
- Списък на космическите стартове през 1965 година
- Списък на космическите стартове през 1966 година
- Списък на космическите стартове през 1967 година
- Списък на космическите стартове през 1968 година
- Списък на космическите стартове през 1969 година

### 1970-те години
- Списък на космическите стартове през 1970 година
- Списък на космическите стартове през 1971 година
- Списък на космическите стартове през 1972 година
- Списък на космическите стартове през 1973 година
- Списък на космическите стартове през 1974 година
- Списък на космическите стартове през 1975 година
- Списък на космическите стартове през 1976 година
- Списък на космическите стартове през 1977 година
- Списък на космическите стартове през 1978 година
- Списък на космическите стартове през 1979 година

### 1980-те години
- Списък на космическите стартове през 1980 година
- Списък на космическите стартове през 1981 година
- Списък на космическите стартове през 1982 година
- Списък на космическите стартове през 1983 година
- Списък на космическите стартове през 1984 година
- Списък на космическите стартове през 1985 година
- Списък на космическите стартове през 1986 година
- Списък на космическите стартове през 1987 година
- Списък на космическите стартове през 1988 година
- Списък на космическите стартове през 1989 година

### 1990-те години
- Списък на космическите стартове през 1990 година
- Списък на космическите стартове през 1991 година
- Списък на космическите стартове през 1992 година
- Списък на космическите стартове през 1993 година
- Списък на космическите стартове през 1994 година
- Списък на космическите стартове през 1995 година
- Списък на космическите стартове през 1996 година
- Списък на космическите стартове през 1997 година
- Списък на космическите стартове през 1998 година
- Списък на космическите стартове през 1999 година

### 2000-те години
- Списък на космическите стартове през 2000 година
- Списък на космическите стартове през 2001 година
- Списък на космическите стартове през 2002 година
- Списък на космическите стартове през 2003 година
- Списък на космическите стартове през 2004 година
- Списък на космическите стартове през 2005 година
- Списък на космическите стартове през 2006 година
- Списък на космическите стартове през 2007 година
- Списък на космическите стартове през 2008 година
- Списък на космическите стартове през 2009 година

### 2010-те години
- Списък на космическите стартове през 2010 година
- Списък на космическите стартове през 2011 година
- Списък на космическите стартове през 2012 година
- Списък на космическите стартове през 2013 година

## Графика
| Брой стартове по години       | Брой стартове по години                                                                                       |
| ----------------------------- | --- |
| Космически стартове по години | \| Легенда \| Легенда \| \| ------- \| --------- \| \| – \| Всичко \| \| – \| Успешни \| \| – \| Неуспешни \| |
| Години                        | |
| Легенда                       | |
| –                             | Всичко |
| –                             | Успешни |
| –                             | Неуспешни |